# 俄罗斯联邦工业和贸易部
俄罗斯联邦工业和貿易部（俄语：Министерство промышленности и торговли Российской Федерации）是俄羅斯聯邦政府的組成部門之一，总部位於莫斯科。 俄罗斯联邦工业和貿易部負責管理对外贸易、度量衡學、行业、国防工业、航空科技发展和技能规范化。